# Voldemort: Origins of the Heir
Voldemort: Origins of the Heir (zu deutsch: „Herkunft des Erben“) ist ein inoffizielles Prequel zur Filmreihe „Harry Potter“. Der Film wurde von Gianmaria Pezzato und Stefano Prestia gedreht und durch eine Crowdfunding-Kampagne finanziert; er hat eine Länge von 52 Minuten. Das Duo operiert unter dem Namen „Tryangle Films“. Nach einem Rechtsstreit mit den Anwälten von Warner, dem Rechteinhaber der Harry-Potter-Reihe, musste die Crowdfunding-Kampagne eingestellt werden. Da die Produzenten jedoch keinen finanziellen Profit suchen, konnte laut eigenen Angaben eine Einigung mit Warner erzielt werden, welche die Genehmigung des Films zur Folge hatte. Daraufhin wurde der Film am 13. Januar 2018 auf dem YouTube-Kanal Tryangle Films hochgeladen.

## Hintergrund
Laut eigenen Angaben entstand die Idee zum Prequel durch die Lektüre des Buchs Harry Potter und der Halbblutprinz. In dem Film soll die Frage geklärt werden, wie Tom Riddle zum „dunkelsten aller Magier“, Lord Voldemort, wurde.
Da der Film näher am Buch als an der Filmreihe spielen soll, hat Voldemort in „Origins of the Heir“ rote Augen.

## Produktion und Finanzierung
Der Film wurde mithilfe einer Crowdfunding-Kampagne auf der Plattform Kickstarter finanziert, die im Sommer 2016 gestartet und nach einem Rechtsstreit mit dem Rechteinhaber der Harry-Potter-Filmreihe eingestellt werden musste.
Insgesamt hatte der Film ein Budget von ca. 15.000 €.
Nachdem der Rechtsstreit mit Warner beigelegt wurde, veröffentlichte Tryangle Films den ersten Trailer gemeinsam mit der Ankündigung, den Film Ende 2017 veröffentlichen zu wollen. Innerhalb von 48 Stunden nach der Veröffentlichung auf Facebook wurde der Trailer über 30 Millionen Mal angesehen. Der finale Trailer, welcher Mitte Dezember 2017 nur auf YouTube veröffentlicht wurde, erreichte mit 1,3 Millionen Klicks bei weitem weniger als der erste.

## Handlung
Der Film handelt von der Jugendzeit Voldemorts, der damals noch Tom Riddle genannt wurde. Im Zentrum der Handlung steht eine mysteriöse Mordserie, in der ein Hauself und Hufflepuff-Erbin Hepzibah Smith verwickelt sind. Nachdem Tom Riddle seine Anstellung bei „Borgin & Burke’s“ gekündigt hat und seitdem spurlos verschwunden ist, glaubt die junge erfundene Gryffindor-Erbin Grisha McLaggen an dessen Schuld am Tod und beschließt, sich auf die Jagd nach Riddle zu machen.

### Ausführliche Handlung
Als Rückblende wird Tom Riddle gezeigt, wie er seine Koffer packt und sich darauf vorbereitet, sein Haus zu verlassen. Als er dies macht, pausiert er über einem Foto von sich selbst und drei anderen Schülern, bevor er das Haus aufgibt. In der Gegenwart versucht Grisha McLaggen, in ein sowjetisches Auror-Lagerhaus einzubrechen, aber trotz des Überwältigens viele der Wachen gefangen genommen wird. Ihr wird intravenös Veritaserum zugeführt, während sie von KGB-General Makarov befragt wurden. In einer Mischung aus Rückblenden und Gegenwart findet ein sowjetisches Aufklärungs-Team eine Truhe voller dunkler Objekte, darunter Tom Riddles Tagebuch. Das Team wird aber bald nach dem Öffnen  getötet. In der Lagerhalle erklärt Grisha, dass sie zusammen mit Riddle eine Schülerin in Hogwarts war, die zusammen mit Wiglaf Sigurdsson und Lazarus Smith die wahren Erben der Hogwarts-Gründer Gryffindor, Slytherin, Ravenclaw und Hufflepuff waren. Die Erben bildeten einen Club, der „die Welt zu einem besseren Ort machen sollte“. Nach einem Streit zwischen Smith und Riddle über Grishas Zuneigung überwarfen sie sich. Grisha bemerkte, dass Riddle distanziert wurde ihnen allen gegenüber und sich nach dem Vorfall komplett veränderte. In den letzten Jahren wurde Grisha Aurorin und widmete sich dem Aufspüren von Riddle in dem Glauben, dass sie ihn vor sich selbst und dem dunklen Pfad retten könne.
Unter weiteren Rückfragen und Rückblenden wird gezeigt, wie Riddle Hufflepuffs Becher und Slytherins Medaillon von Hepzibah Smith gestohlen hat, bevor er sie tötete und den Mord ihrem Hauselfen Hokey anhängte, und dass Grisha glaubt, dass er Horcruxe kreieren will. Sie denkt, dass Riddles Tagebuch – das Artefakt, das sie aus dem Lagerhaus holen wollte – ihr einen Hinweis geben wird, was Riddles Aufenthaltsort oder seine Absicht angeht. Sie erklärt auch, dass Riddle seitdem sowohl Lazarus als auch Wiglaf getötet hat. Es wird angedeutet, dass er begonnen hat, den Namen „Voldemort“ zu verwenden.
Nach reiflicher Überlegung sagt Makarov, dass er ihre Geschichte glaube, da sie unter dem Einfluss von Veritaserum gewesen sei, als sie es erzählte – aber nur weil sie glaube, dass es wahr sei, bedeute es nicht, dass dem so sei, denn sie könne sich irren. Er ist jedoch nicht gewillt, das Risiko einzugehen, da die Bedrohung durch Grindelwald noch gut in Erinnerung ist, und so gibt er ihr das Tagebuch, indem er sagt, „es ist ein Britisches Problem“, und dass die Briten damit umgehen sollten. Grisha wird freigelassen, erhält ihren persönlichen Besitz zurück, und darf gehen. Als sie weggeht, fragt Makarov sie, woher sie wüsste, dass die Sowjets das Tagebuch hätten, und Grisha antwortet: „Ich tat es nicht – oder vielleicht tat ich es…“, bevor sich Grisha in Voldemort verwandelt und Makarov und seine versammelten Wächter tötet.
Der Film endet mit einem Rückblick auf ein zweites Aufklärungs-Team, das die Truhe findet und birgt. Die beiden Sowjets diskutieren den Inhalt und erwähnen, dass die Knochen weiblich sind (die Implikation ist, dass sie Grischas sind) und was sie bedeuten, mit einem grimmigen Schluss, dass es Dunkelheit geben muss, damit es Licht gibt.

## Rezeption

### Kritik
Nach der Veröffentlichung, aber auch schon zuvor, berichteten Zeitungen und Filmportale weltweit über den Film.
Die Kritiken nach der Veröffentlichung waren gemischt, jedoch begeistert die Kritiker, dass trotz eines so geringen Budgets ein professionelles Ergebnis erzielt wurde.
In der Filmdatenbank Internet Movie Database (IMDb) erhielt Voldemort: Origins of the Heir von Zuschauern durchschnittlich 5,2/10 Punkte.

„(…) aufwändig produziert und mit viel Liebe zum Detail inszeniert. Vor allem die Kulissen, Kostüme und die Kameraarbeit sind durchaus beachtlich. Die Dialoge (…) und das Schauspiel sind wiederum stellenweise recht holprig geraten. Bei einem Fan-Projekt kann man das durchaus verzeihen.“

„Ein perfekter Film ist ‚Voldemort‘ (…) natürlich nicht geworden – phasenweise sieht er trotzdem wie ein ‚Potter‘-Klon aus. Die satten, dunklen Farben und die Steampunk-Ästhetik erinnern insbesondere an die frühen ‚Potter‘-Filme – wie auch die Liebe zum Detail.
‚Voldemort‘ hat trotz eingeschränkten Reisebudgets beeindruckende Kulissen zu bieten (…) und Drehbuchschreiber Pezzato hat sich bei J. K. Rowling nicht nur frech, sondern auch gekonnt bedient. Seine Riddle-Geschichte fügt sich ziemlich nahtlos in die ‚Harry-Potter‘-Rückblenden (…) Da macht es nichts (oder wenig), dass die Dialoge manchmal zu lang, meist zu pathetisch und immer humorfrei sind; und da macht es auch nichts (oder Spaß), dass die Synchronisation der ursprünglich italienischen Dialoge ziemlich schiefgelaufen ist.“

„Natürlich ist das hier keine Hollywood-Produktion, Abstriche muss man beim arg dramatischen und überpräsenten Soundtrack und dem theatralischen Schauspiel machen. Dafür sind die Effekte beeindruckend und das Team hat sehr viel Liebe in die Kostüme und Sets gesteckt. (…) Auch der Plot ist schlüssig, gekonnt verweben Pezzato und Presti von ihnen erfundene Handlungsstränge mit denen aus der Original-Vorlage.
Für Fans ist dieser liebevolle Film ein kleiner, aber echter Knaller.“

„Fans were sent into a frenzy following the film's release on Sunday – although it received very mixed reviews on Twitter.
The short film no doubt satisfied the cravings of Harry Potter super fans.“

### Aufrufe
Seit der Veröffentlichung am 13. Januar 2018 wurde der Fanfilm auf YouTube über 18 Mio. Mal angesehen.